# Лисевич Олег Степанович
Оле́г Степа́нович Лисе́вич (10 червня 1985 — 6 липня 2016) — старший солдат Збройних сил України, учасник російсько-української війни.

## Життєпис
Народився 1985 року в селі Сваричів (Рожнятівський район, Івано-Франківська область); 2002-го закінчив сваричівську загальноосвітню школу. Пройшов строкову службу в лавах Українських Збройних Сил, нагороджений грамотами та подяками. Після демобілізації приїхав додому, намагався знайти роботу. Щоб допомогти мамі, працював на будівельних роботах в Москві, згодом — в Польщі.
У часі війни — санітарний інструктор 122-го окремого аеромобільного батальйону, 81-ша окрема аеромобільна бригада, старший солдат.
6 липня 2016 року пополудні в промзоні Авдіївки під час обстрілу терористами міна 120-мм калібру залетіла у бліндаж, загинули двоє бійців — Володимир Сергєєв у госпіталі і Олег Лисевич, ще 3 вояки зазнали поранень.
9 липня 2016-го похований в селі Сваричів.
Без Олега лишились мама, брат (також служив в зоні бойових дій) та бабуся.

## Нагороди та вшанування
- указом Президента України № 511/2016 від 19 листопада 2016 року «за особисту мужність і високий професіоналізм, виявлені у захисті державного суверенітету та територіальної цілісності України, вірність військовій присязі» — нагороджений орденом «За мужність» III ступеня (посмертно)[1]
- в грудні 2017 року у Сваричівській ЗОШ встановлено меморіальну дошку Олегу Лисевичу.